# ハーシェル・リゴレー彗星
ハーシェル・リゴレー彗星(英語: 35P/Herschel-Rigollet)は公転周期155年の周期彗星。短周期彗星の中では周期が長いためハレー型彗星に分類される。1788年12月21日にイギリスのスラウでカロライン・ハーシェルが発見した。

## 1789年の回帰
ハーシェル・リゴレー彗星は1788年12月21日にカロライン・ハーシェルが最初に発見し、その日の夜遅く、兄のウィリアム・ハーシェルが直径5,6分とM57より大きく、明るい星雲のように見えると記している。
この年12月から翌年1月にかけて、この彗星はグリニッジ天文台のネヴィル・マスケリンやパリ天文台のシャルル・メシエによっても観測された。マスケリンは1789年2月5日にこの彗星を観測し、この回帰における最後の観測者となった。
1789年にピエール・メシャン、1922年にMargaretta Palmer（英語版）によってこの彗星の取りうる軌道が計算された。Palmerは、観測結果と最も一致する軌道は公転周期1066年の楕円軌道であると考えた。

## 1939年の回帰
フランスのRoger Rigolletは1939年7月28日にこの彗星を再発見し、広がっていて8.0等と記述した。翌日、トリノ天文台のAlfonso Fresa（イタリア語版）とヤーキス天文台のジョージ・ファン・ビースブルックによって、この発見は確認された。8月を過ぎると彗星は徐々に暗くなり、最後に観測されたのは1940年1月16日だった。
1939年の再発見後、彗星の軌道はコペンハーゲンのJens P. MöllerやバークレーのKatherine P. Kaster、Thomas Bartlettらによって再計算され、近日点通過は1939年8月9日だったと示された。この軌道を基に、ハーバード大学天文台のLeland E. Cunningham（英語版）は、この彗星はハーシェルが1788年に発見した彗星と同一であると主張した。
最終的な軌道の計算は2度の接近の際に行われた75の観測に他の惑星による摂動を加えて、1974年にブライアン・マースデンによってなされ、軌道周期は155年で近日点通過は1939年8月9日だったことが確定した。
中野主一による軌道計算によれば、ハーシェル・リゴレー彗星の公転周期は180年から200年近くだったが、惑星の摂動を受けて1302年以降は160年から170年前後まで短くなった。中野によれば、次回の近日点通過は2092年3月16日である。

## 地球への接近
- 1788年11月4日 - 地球から0.80 au[2]
- 1939年7月30日 - 地球から0.82 au[2]